# Muswellbrook
Muswellbrook – miejscowość w Australii, w stanie Nowa Południowa Walia, w regionie Hunter. Miasto położone nad rzeką Hunter, przy drodze New England Highway, w odległości ok. 240 km na północ od Sydney
W miejscowości jest stacja kolejowa Muswellbrook.